# Rouyn
Pour l’article homonyme, voir Rouyn-Noranda.
Rouyn est le nom d'une ancienne municipalité du Québec. Elle fait maintenant partie de la ville de Rouyn-Noranda.

## Histoire
La ville est fondée en 1926 et obtient le statut de cité en 1948. Elle est constituée en district lors de l'ouverture de la mine Horne en 1927.  Au tout début, des quartiers se développent aux environs de la rue des Pionniers, de la rue Perreault et de l'avenue Principale. Entre 1930 et 1940, d'autres rues ont été construites portant des noms d'anciens premiers ministres ou ministres, d'anciens maires ou conseillers, de membres du clergé ou de pionniers. Les maisons furent construites sans plan d’urbanisation.
Au départ, Rouyn est un grand village minier où se côtoient prospecteurs, mineurs, aventuriers et marchands attirés par la découverte d'un gisement de cuivre par la mine Noranda en 1922. Rouyn reste une ville très animée mais fut longtemps considéré comme étant un quartier ouvrier et gris, contrairement à Noranda, considéré comme plus bourgeois.
En 1986, la ville de Rouyn est fusionnée à celle de Noranda pour former la ville de Rouyn-Noranda.
En 2002, lors d'une vague de fusions municipales sur l'ensemble du territoire du Québec, toutes les municipalités de la MRC (municipalité régionale de comté) de Rouyn-Noranda sont fusionnées en une seule ville, qui porte encore le nom de Rouyn-Noranda.

## Toponymie
La ville de Rouyn tient son nom du Sieur Jean-Baptiste de Rouyn, originaire de Saint-Maurice, en Lorraine, capitaine au régiment Royal Roussillon. S'illustrant lors de la bataille de Sainte-Foy en 1760, il reçoit la croix de Saint-Louis, mais gravement blessé durant cette bataille, il retourne en France et y meurt.

## Démographie
| 1931  | 1941  | 1951   | 1956   | 1961   | 1966   | 1971   | 1976   | 1981   | 1986   |
| ----- | ----- | ------ | ------ | ------ | ------ | ------ | ------ | ------ | ------ |
| 3 225 | 8 808 | 14 633 | 17 076 | 18 716 | 18 581 | 17 821 | 17 678 | 17 224 | 17 405 |